# Louis Bonvin
Pour les articles homonymes, voir Bonvin.
Louis Bonvin, né le 6 novembre 1886 à Montluçon et mort dans la même ville le 23 février 1946, est un haut fonctionnaire français, gouverneur des Établissements français de l'Inde en 1940, il fut le premier haut fonctionnaire français à se rallier à la France libre.

## Biographie
Son père est cofondateur du parti ouvrier français. Après des études à HEC, il entre dans l’administration coloniale en 1912, et y fait carrière en AEF. Précédemment au Tchad et au Moyen Congo,en 1934, il est gouverneur intérimaire, puis en 1936, gouverneur du Gabon, puis est muté en Inde, alors que les ouvriers des usines textiles se révoltent. Il ramène le calme par la négociation.
Il est nommé gouverneur de l'Inde française en 1938, succédant à Horace Crocicchia. Après l'armistice du 22 juin 1940, il reconnaît le gouvernement du maréchal Pétain, mais inverse rapidement sa décision après une entrevue avec le consul de Grande-Bretagne à Pondichéry et se ralliera a la France libre et au général de Gaulle. L'Inde française se rallie officiellement à la France Libre le 7 septembre 1940.Le général de Gaulle lui adresse un message dans lequel il le félicite pour sa courageuse action et le confirme dans ses fonctions de gouverneur.
En 1941, Vichy le déchoit de sa nationalité française. En janvier 1942, il est condamné à mort par contumace (à Saïgon) et décoré de l’ordre de la Libération (par de Gaulle).
Il est également titulaire de la médaille de la Résistance, de la Légion d'honneur et est nommé chevalier commandeur de l'Empire britannique (Knight Commander of the British Empire).
Peu après son retour en France, il succombe à une maladie qu'il avait contractée en Inde. Il est inhumé au cimetière de l'Est de Montluçon.
C'est en souvenir de son ralliement de la première heure que le général de Gaulle acceptera d'être le parrain de son fils posthume Louis-Charles qui naitra le 13 août 1946[réf. nécessaire].

## Décorations
- Chevalier de la Légion d'honneur
- Compagnon de la Libération par décret du 27 janvier 1942[2]
- Médaille de la Résistance française par décret du 1er avril 1944[3]
- Ordre de l'Empire britannique à titre militaire

### Sources
- Monique Kuntz et Georges Frélastre, Hommes et femmes célèbres de l'Allier, Paris, Bonneton, 1995, 160 p. (ISBN 2-86253-189-8)
- Maurice Malleret, Encyclopédie des auteurs du pays montluçonnais et de leurs œuvres (de 1440 à 1994), Charroux, Cahiers bourbonnais, 1994.